# Тевене, Бернар
Бернар Тевене (фр. Bernard Thévenet; род. 10 января 1948, Сен-Жюльен-де-Сиври, Франция) — бывший французский профессиональный шоссейный велогонщик. Двукратный победитель Тур де Франс (1975, 1977).

## Начало
Бернар Тевене родился в крестьянской семье в Бургундии и жил в деревушке под названием Ле-Гвидон. В 1961 году его маленькая родина принимала этап Тур де Франс (123 км от Невера до Лиона). Когда Бернар увидел гонщиков на железных конях, они показались ему рыцарями.  С тех пор француз мечтал стать спортсменом. Он брал велосипед своей сестры, чтобы погонять по окрестностям, и лишь год спустя получил первый собственный велосипед. Родители Тевене хотели, чтобы их сын занимался вместе с ними фермерским хозяйством, поэтому скептически относились к его выбору стать спортсменом. О том, что Бернар принял участие в первой в карьере велогонке, они узнали из местных газет. В 1968 году Бернар Тевене стал чемпионом Франции среди юниоров.

## Карьера
В 1970 году Бернар Тевене подписал свой первый профессиональный контракт с Peugeot-BP-Michelin и дебютировал на Тур де Франс, где выиграл горный этап с финишем в Ля Монжи.
В 1972 году француз выиграл свою первую крупную многодневную гонку - Тур Романдии, а через несколько месяцев на Тур де Франс он упал на спуске и на некоторое время потерял память. Придя в себя, он с удивлением смотрел на трикотажную майку с надписью Peugeot и лишь увидев командный автомобиль понял, что едет Большую Петлю. Тевене отказался прекратить гонку и четыре дня спустя выиграл этап до Мон-Вунту.
Весной 1973 года Бернар победил на этапе Вуэльты, а в итоговом зачёте французской супермногодневки занял второе место, уступив только Луису Оканье.
В июне 1975 года француз выиграл Критериум Дофине. А 14 июля 1975 года, в День взятия Бастилии - национальный праздник Франции Бернар Тавене атаковал пятикратного чемпиона Тур де Франс Эдди Меркса, облачённого в жёлтую майку на подъёме Коль д'Изоар, и бельгиец не смог ответить. Так француз выиграл Тур де Франс в первый раз.
Французский гонщик выиграл во второй раз в своей карьере Тур де Франс в 1977 году, а зимой был госпитализирован с болезнью печени. Несколько месяцев спустя он стартовал на Большой Петле-1978, но сошёл во время второго горного этапа. Спортсмен покинул Peugeot в конце 1979 года и подписал контракт в испанской командой Тека, в составе которой выиграл лишь две гонки.
В 1981 году выступал за команду Puch Wobler Campagnolo, но особых результатов в её составе не добился и принял решение завершить профессиональную карьеру.

## После завершения спортивной карьеры
После окончания карьеры велогонщика Бернар Тевене был спортивным директором команды La Redoute в 1984 году, работал телевизионным комментатором и открыл компанию по продаже велосипедной одежды, носящей его имя.
14 июля 2001 году легендарному французу вручили Орден Почётного легиона.
В 2010 стал директором велогонки Критериум Дофине после того, как организация гонки была передана Amaury Sport Organisation.